# Real Colegio de Música
El Real Colegio de Música (en inglés: Royal College of Music) es una escuela musical inglesa, situada en Kensington, Londres.
El edificio fue diseñado por Arthur Blomfield y la escuela fue fundada en 1882 como sucesora de la National Training School for Music por el entonces príncipe de Gales (futuro Eduardo VII), la escuela abrió sus puertas en 1883 con George Grove como director. En 1884 se trasladó a su actual sede en el barrio cultural de Albertopolis, cerca del Imperial College London, frente al Royal Albert Hall. Ese mismo año, Hubert Parry se convirtió en director de la institución, puesto que ocupó hasta 1918.
El colegio imparte enseñanza acerca de todos los aspectos de la música clásica occidental. Posee también un extenso museo de instrumentos musicales abierto al público.
Así mismo el Royal College es socio musical del proyecto Magister Musicae (Escuela Virtual de Música).

## Museo de instrumentos
El museo de instrumentos del College posee una colección de 800 objetos, en su gran mayoría occidentales, si bien incluye también algunos procedentes de África y Asia. Se encuentra alojado en unos locales construidos al efecto en 1970 y está abierto al público durante dos tardes a la semana. Entre sus fondos se incluye una docena de violines Stradivarius.

## Otras colecciones
Los fondos del College y las colecciones de referencia cuentan con cientos de miles de objetos. Se custodian numerosos manuscritos, entre ellos algunos de compositores como Mozart y Haydn, y abundante correspondencia, incluyendo una importante colección epistolar de Beethoven. Hay decenas de miles de antiguas partituras. Incluso es posible alquilar partituras modernas cuando no son precisas para el College. También posee miles de discos y una gran biblioteca que incluye cientos de publicaciones musicales especializadas.
El Departamento de Retratos e Historia de la Interpretación posee una colección de 340 retratos originales, 10 000 impresos y fotografías, 600 000 programas de concierto desde 1720 hasta nuestros días y unos amplios fondos relacionados con el mundo de la ópera, los instrumentos musicales y el diseño de salas de conciertos.

## Departamento Junior
El Departamento Junior del College acoge a más de 300 estudiantes de edades comprendidas entre los 8 y los 18 años que aprenden a tocar todo tipo de instrumentos, a cantar, composición e interpretación en conjuntos y orquestas. Cada sábado, proporciona formación musical a jóvenes y dotados músicos. El departamento está dirigido por el director, Peter Hewitt. La escuela lleva a cabo un programa de conciertos anual, generalmente coincidiendo con la Pascua, y una escuela de verano para treinta músicos jóvenes de todo el Reino Unido.

## Estudiantes destacados
Entre los estudiantes más destacados que han cursado estudios en la Real Colegio de Música se encuentran:
- Ralph Vaughan Williams (1872-1958), compositor.
- Gustav Holst (1874-1934), compositor.
- Rutland Boughton (1878-1960), compositor.
- John Ireland (1879-1962), compositor y pianista.
- Leopold Stokowski (1882-1977), director de orquesta.
- George Butterworth (1885-1916), compositor.
- Arthur Bliss (1891-1975), compositor.
- Eugène Goossens (1893-1962), director de orquesta.
- Noel Gay (1898-1954), compositor de canciones.
- Constant Lambert (1905-1951), compositor.
- Michael Tippett (1905-1998), compositor.
- Peter Pears (1910-1986), cantante.
- Benjamin Britten (1913-1976), compositor.
- Charles Groves (1915-1992), director de orquesta.
- Malcolm Arnold (1921-2006), compositor.
- Neville Marriner (1924-2016), director de orquesta.
- Joan Sutherland (1926-2010), cantante.
- Colin Davis (1927-2013), director de orquesta.
- Julian Bream (nacido en 1933), guitarrista.
- James Galway (nacido en 1939), flautista.
- John Williams (nacido en 1941), guitarrista.
- Thomas Allen (nacido en 1944), cantante.
- Andrew Davis (nacido en 1944), director de orquesta.
- James Horner (nacido en 1953-2015), compositor de bandas sonoras y director de orquesta.
- Lance Dossor (nacido en 1916), pianista.
- John Lill (nacido en 1944), pianista.
- Trevor Pinnock (nacido en 1946), clavecinista y director de orquesta.
- David Helfgott (nacido en 1947), pianista.
- Andrew Lloyd Webber (nacido en 1948), compositor.
- Mark-Anthony Turnage (nacido en 1960), compositor.
- Michael Holbrook Penniman (Mika) (nacido en 1983), pianista y cantautor de origen libanés.
- James Horner (nacido en 1953), director de orquesta.
- Oswaldo González[1] (nacido en 1956), compositor, director de orquesta, percusionista, investigador en morfología musical y musicólogo.